# ستيفن شن
ستيفن شن (بالصينية: 沈世宏) هو سياسي تايواني، ولد في 19 يونيو 1949 في تايوان. انتخب Minister of Environmental Protection Administration of the Executive Yuan ‏ (20 مايو 2008 – 2 مارس 2014).